# Совхоз имени Кирова (Татарстан)
Совхоз имени Кирова — поселок в Актанышском районе Татарстана. Административный центр Кировского сельского поселения.

## География
Находится в восточной части Татарстана на расстоянии приблизительно 27 км по прямой на юго-запад от районного центра села Актаныш у речки Терпеля.

## История
Основан в 1930 году как посёлок Актанышского совхоза № 201, это название держалось до 1935 года.

## Население
Постоянных жителей было: в 1938—627, в 1949—504, в 1958—1068, в 1970—1295, в 1979—1302, в 1989—1112, в 2002 − 1003 (татары 98 %), 977 в 2010.